# Birkat HaBayit
Birkat HaBayit (ebraico:ברכת הבית, Birkat HaBayit o Birkath HabBayith in ebraico classico - significa Benedizione della casa) è una preghiera ebraica spesso scritta/incisa su una targa o hamsa e messa all'entrata di abitazioni ebraiche. Esistono varie versioni di tale preghiera.

## Testo
| Ebraico | Traslitterazione | Traduzione italiana |
| --- | --- | --- |
| :ברכת הבית . בזה השער לא יבוא צער . בזאת הדירה לא תבוא צרה . בזאת הדלת לא תבוא בהלה . בזאת המחלקה לא תבוא מחלוקת . בזה המקום תהי ברכה ושלום | Birkat habayit: Bezeh haššshaˁar lo yavo tzaˁar. Bezot haddirah lo tavo tzarah. Bezot haddelet lo tavo bahalah. Bezot hammaḥlaqah lo tavo maḥloqet. Bezeh hammaqom tehi b'rakhah v'shšalom. | Benedizione della casa: Non entri tristezza per questa porta. Non entrino travagli in questa abitazione. Non entri paura oltre questa soglia. Non ci sia conflitto in questo posto. Che questa casa sia piena di benedizioni di gioia e pace. |

Nelle case la benedizione Birkat Habayit viene tradizionalmente appesa al muro vicino all'entrata principale o presso una finestra. Il suo significato è di cacciar via di casa spiriti malefici e proteggere chi ci abita. Oltre a impartire una benedizione sulla casa, le variazioni che vengono fatte nel mondo ebraico costituiscono veri e propri oggetti d'arte.